# Telefios
Telefios va ser un programa de notícies en gaèlic escocès emès per Grampian Television i STV entre els anys 1993 i 2000.
El nom del programa és una contracció de les paraules telebhisean (televisió) i fios (coneixement o informació).
Encara que no es tractava estrictament d'un butlletí de notícies locals, el programa se centrava sobretot en les notícies de les Hèbrides Exteriors i en les notícies d'interès gaèlic d'arreu.
S'emetien butlletins de 5 minuts a l'hora de dinar i al vespre, amb resums suplementaris de 30 minuts, anomenats Telefios na Seachduinn, cada dissabte al migdia.

## Altres programes de notícies en gaèlic escocès
Sovint es diu equivocadament que Telefios va ser el primer programa de notícies en gaèlic escocès. En realitat va ser Criomagan (trossets) de la cadena Grampian Television el primer a emetre notícies en aquesta llengua a finals dels 80 i principis dels 90.
Després de la desaparició de Telefios l'any 2000 no va haver-hi cap noticiari en gaèlic escocès fins al setembre de 2008, quan BBC Alba va començar a emetre el seu informatiu de 30 minuts An Là amb un resum setmanal anomenat Seachd Là.